# Erotik
Erotik è il secondo album studio dei Lifelover, gruppo depressive black metal svedese.
L'album è uscito anche in formato vinile limitato a 500 copie, le prime 100 copie in vinile rosso.

## Tracce
1. Förspel & Intrång – 1:28
2. Sweet Illness of Mine – 3:12
3. I Love (To Hurt) You – 4:01
4. En Man I Sina Sämsta År – 4:38
5. Dödens Landsväg – 3:50
6. Välkommen Till Pulvercity – 3:41
7. Saltvatten (Du + Jag VS. Tellus) – 3:38
8. Besatt – 3:35
9. Höstdepressioner – 3:54
10. Humörets Bottenvåning – 3:11
11. Museum of Past Affections – 6:21
12. Nitlott – 11:08

## Formazione
- ( ) - voce
- B - voce, chitarre, basso, pianoforte
- LR - seconda voce
- 1853 - seconda voce
- H. - chitarra